# Aspidoscelis sonorae
Aspidoscelis sonorae là một loài thằn lằn trong họ Teiidae. Loài này được Lowe & Wright mô tả khoa học đầu tiên năm 1964.